# Övre Leksjön
Övre Leksjön är en sjö i Högsby kommun i Småland och ingår i Emåns huvudavrinningsområde. Sjön är 4,5 meter djup, har en yta på 0,237 kvadratkilometer och befinner sig 95,3 meter över havet.

## Delavrinningsområde
Övre Leksjön ingår i det delavrinningsområde (634105-151093) som SMHI kallar för Namn saknas. Medelhöjden är 106 meter över havet och ytan är 58,33 kvadratkilometer. Räknas de 246 avrinningsområdena uppströms in blir den ackumulerade arean 3 995,57 kvadratkilometer. Avrinningsområdets utflöde Emån mynnar i havet. Avrinningsområdet består mestadels av skog (70 %) och jordbruk (17 %). Avrinningsområdet har 1,18 kvadratkilometer vattenytor vilket ger det en sjöprocent på 2 %. Bebyggelsen i området täcker en yta av 1,1 kvadratkilometer eller 2 % av avrinningsområdet.